# 이토누키역
이토누키역(일본어: 糸貫駅)은 일본 기후현 모토스시에 위치한 다루미 철도 다루미 선의 철도역이다. 단선 승강장 1면 1선의 구조를 갖춘 지상역이다.

## 역사
- 1956년 3월 20일 : 국철 다루미 선의 역으로서 개업.
- 1984년 10월 6일 : 다루미 철도로 전환.

## 인접 역
| 다루미 철도 다루미 선  | 다루미 철도 다루미 선 | 다루미 철도 다루미 선 |
| ---------------------- | --------------------- | --------------------- |
| 모레라기후 오가키 방면 | ■ 다루미 선           | 모토스 다루미 방면    |